# Herstal
Herstal là một đô thị của Bỉ. Đô thị này nằm trong vùng Wallonie và tỉnh Liege dọc sông Maas. Herstal nằm trong "Vùng đô thị đại Liège" với 600.000 dân. Đô thị Herstal gồm các đô thị cũ Milmort, Vottem, và Liers (một phần, phần khác thuộc Juprelle).

## Thành phố kết nghĩa
- Ý: Castelmauro
- Scotland: Kilmarnock
- Pháp: Alès